# Mechanizm Grotthussa

Łańcuch cząsteczek, po którym według jednej z koncepcji następować może przemieszczanie się protonów

Mechanizm Grotthussa – mechanizm działania jonów wodorowych (H+) w wodzie, zaproponowany w roku 1806 przez Theodora Grotthussa w celu wyjaśnienia wysokiego przewodnictwa jonowego wody. W koncepcji tej proton związany w jonie hydroniowym (H
3O+
) przemieszcza się do sąsiedniej cząsteczki H
2O poprzez wiązanie wodorowe. Cząsteczka przyjmująca proton oddaje z kolei jeden ze swoich protonów kolejnej cząsteczce wody.
Proponowane modele mikroskopowe mechanizmu Grotthussa obejmowały m.in. chaotyczne przeskoki kolejnych protonów między cząsteczkami (Bernal i Fowler, 1933) lub mechanizm uzgodniony, w którym tworzenie i zrywanie wiązań O−H następowało jednocześnie w łańcuchu cząsteczek wody (Eigen, 1964). Koncepcja Manfreda Eigena była zgodna z eksperymentalnymi obserwacjami znacznie większej ruchliwości protonów (o 1–2 rządy wielkości) w lodzie niż ciekłej wodzie. W bardziej współczesnej koncepcji (Agmon, 1995) zaproponowano mechanizm, w którym kation Eigena (H
9O+
4) traci cząsteczkę H
2O w wyniku zerwania jednego wiązania wodorowego, przekształcając się w kation Zundela (H
5O+
2). Kation ten natychmiast przyłącza cząsteczkę wody na swoim drugim końcu, odtwarzając strukturę typu H
9O+
4, w którym ładunek dodani jest jednak przesunięty o jedną cząsteczkę. Mechanizm ten zgodny jest z obliczeniami komputerowymi dla modelu 32 cząsteczek.

## Zastosowanie
Mechanizm Grotthussa wykorzystywany jest w przypadku elektrolitów przewodzących protonowo w stałotlenkowych ogniwach paliwowych (SOFC) o strukturze perowskitu ABO3. Drogą modyfikacji właściwości elektrycznych i transportowych materiałów o strukturze perowskitu jest wprowadzanie różnych domieszek akceptorowych w podsieć B materiału ABO3. Właściwy dobór rodzaju i ilości domieszki (np. tytanu, cyny) powoduje otrzymanie materiału o wysokiej przewodności protonowej.